# Глава, пълна с мед (филм, 2018)
„Глава, пълна с мед“ (на английски: Head Full of Honey) е драматичен филм от 2018 г. на режисьора Тил Швайгер. Той е американски римейк на едноименния немски филм от 2014 г., в който Швайгер също е режисирал и е съсценарист със Хили Мартинек.